# Цада
Ца̀да (на гръцки: Τσάδα) е село в Кипър, окръг Пафос. Според статистическата служба на Република Кипър през 2001 г. селото има 471 жители.
Намира се на 8 км северно от Пафос.